# نيكي زيملينغ
نيكي ديغي زيملينغ (بالدنماركية:Niki Dige Zimling) الشهير باسم نيكي زيملينغ (مواليد 19 أبريل 1985 في تارنبي - الدنمارك) لاعب كرة قدم دنماركي لعب لصالح نادي الدرجة الأولى أودينيزي الإيطالي منذ 2009 في مركز الوسط المدافع ويلعب حاليًا مع أياكس أمستردام على سبيل الإعارة من ماينز 05.

## مسيرته الكروية
لعب نيكي زيملينغ خلال مسيرته الاحترافية مع 10 أندية في عشرون موسمًا وسجل خلالها 31 هدفًا ضمن 273 مباراة. حيث فاز في موسمين بالكأس وفي موسم واحد بالدوري.
خاض نيكي زيملينغ مسيرته مع نادي بروندبي في موسم 2002–03 واستمر معه طيلة ثلاثة مواسم، مشاركًا في 17 مباراة سجل خلالها هدفًا واحدًا. ثم انتقل إلى نادي إيسبيرغ في موسم 2005–06 ليلعب معه أربعة مواسم، حيث شارك في 81 مباراة سجل خلالها 16 هدفًا. لينتقل بعدها إلى نادي أودينيزي في موسم 2008–09 ولمدة موسمين، مشاركًا في 5 مباريات ولم يسجل أي هدف. ثم انتقل إلى نادي إن إي سي نيميخن في موسم 2010–11 لمدة موسم واحد، مشاركًا في 26 مباراة سجل خلالها 4 أهداف. هذا وانتقل لاحقًا إلى نادي كلوب بروج في موسم 2011–12 ولمدة موسمين، مشاركًا في 41 مباراة سجل خلالها هدفين. ثم انتقل بعدها إلى نادي ماينتس 05 في موسم 2012–13 واستمر معه طيلة ثلاثة مواسم، مشاركًا في 28 مباراة سجل خلالها هدفين أيضًا. ليعود وينتقل من جديد، لكن هذه المرة إلى نادي أياكس أمستردام في موسم 2014–15 لمدة موسم واحد، مشاركًا في 9 مباريات ولم يسجل أي هدف. لينتقل بعدها إلى نادي إف إس في فرانكفورت في موسم 2015–16 لمدة موسم واحد، مشاركًا في 3 مباريات ولم يسجل أي هدف أيضًا. ثم لعب في 1. FSV Mainz 05 II ‏ في موسم 2016–17 لمدة موسم واحد، مشاركًا في 21 مباراة سجل خلالها هدفًا واحدًا. ليعود ويرتحل عنه إلى نادي سوندرييسكه في موسم 2017–18 ولمدة موسمين، مشاركًا في 42 مباراة سجل خلالها 5 أهداف.

## روابط خارجية
- نيكي زيملينغ على موقع الاتحاد الدولي (مؤرشف)  (الإنجليزية)
- نيكي زيملينغ على موقع الاتحاد الأوربي (الإنجليزية)
- نيكي زيملينغ على موقع قاعدة بيانات كرة القدم.إي يو (الإنجليزية)
- نيكي زيملينغ على موقع ناشيونال فوتبول تيمز (الإنجليزية)
- نيكي زيملينغ على موقع Soccerbase.com (لاعب) (الإنجليزية)
- نيكي زيملينغ على موقع Soccerway.com (الإنجليزية)
- نيكي زيملينغ على موقع عالم كرة القدم.نت (الإنجليزية)
- نيكي زيملينغ على موقع كووورة
- نيكي زيملينغ على موقع AS.com (الإسبانية)